# Tsjuder

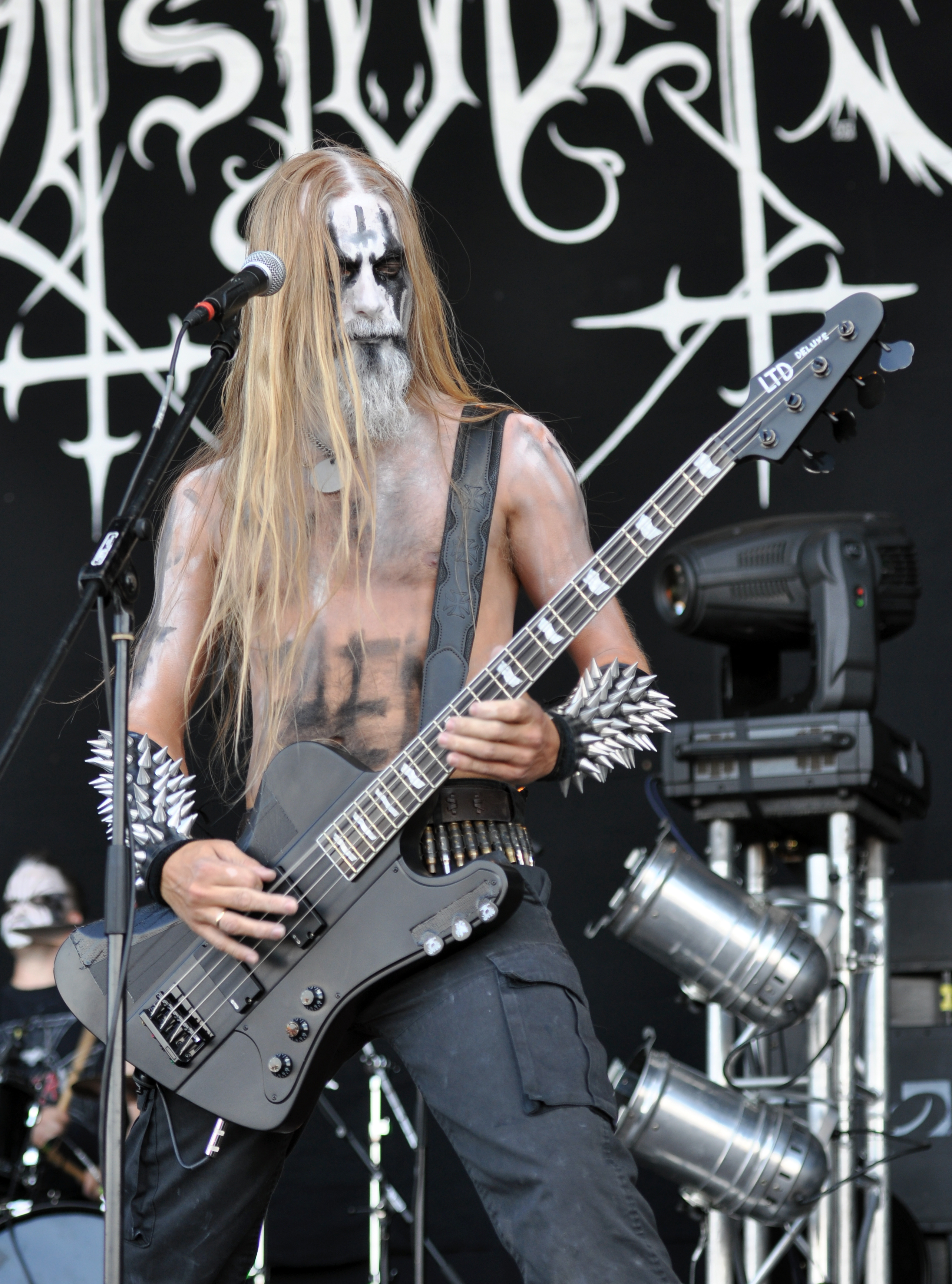
Tsjuder, Jan-Erik „Nag“ Romøren, San Metal Open Air 2013

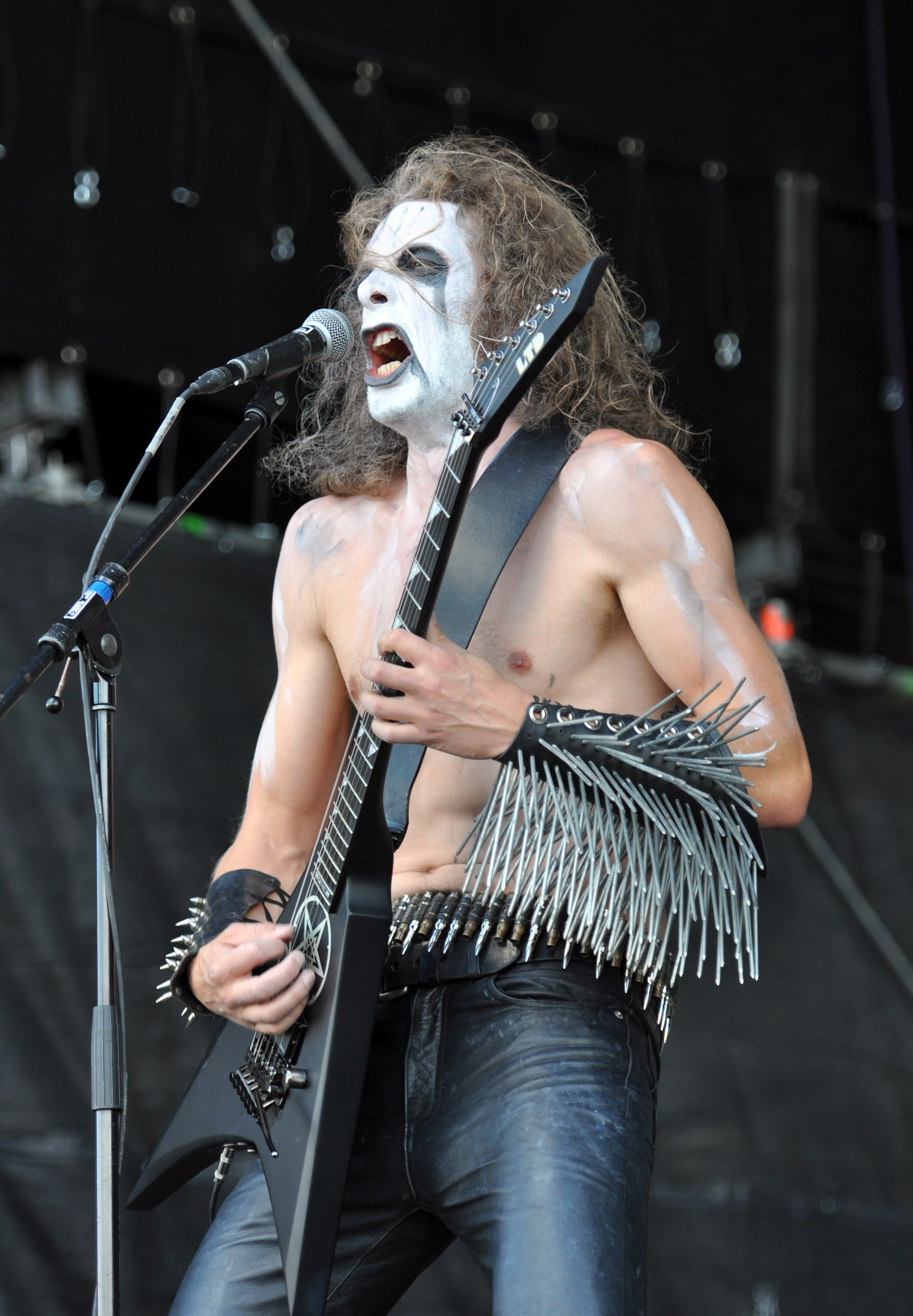
Tsjuder, Draugluin, San Metal Open Air 2013

Tsjuder [šúder] je norská black metalová kapela založená v roce 1993 zpěvákem a baskytaristou Nagem a kytaristou Berserkem v norském městě Oslo. Druhý kytarista Drauglin se připojil o rok později.
Ve svých textech kapela prezentuje satanismus a uctívání smrti a temnoty.
V roce 1995 vyšlo první demo Div gammelt stasj a v roce 2000 debutové studiové album s názvem Kill for Satan (česky zabij pro Satana). K roku 2014 měla kapela na kontě 4 dlouhohrající desky.

## Logo
Logo kapely Tsjuder je symetrické a dotváří ho velká hlava kozla vklíněná do písmene U plus dvě menší kozlí hlavy na krajních písmenech T a R. Tato písmena jsou zároveň stylizována jako obrácené kříže.

## Diskografie
Dema
- Div gammelt stasj (1995)
- Ved ferdens ende (1995)
- Possessed (1996)
- Atum Nocturnem (1999)

Studiová alba
- Kill for Satan (2000)
- Demonic Possession (2002)
- Desert Northern Hell (2004)
- Legion Helvete (2011)
- Antiliv (2015)
- Helvegr (2023)

EP
- Throne of the Goat (1997)

Kompilační alba
- MMIV - MMXI (2013)

Živá alba
- Norwegian Apocalypse : Oslo vs Sandnes (2016)